# Кары-Ниязов, Ташмухамед Ниязович
Ташмухаме́д Ния́зович Кары́-Ния́зов (1897—1970) — советский узбекский математик и историк науки, академик (1943) и первый президент АН УзССР (1943—1947). Доктор физико-математических наук. Узбек. Член ВКП(б) с 1931 года.

## Биография
Родился 21 августа (2 сентября) 1897 года (по некоторым данным — 1896 года) в Ходженте (ныне Худжанд, Таджикистан) в обычной семье сапожника.
По окончании (1916) русско-туземной школы в Фергане работал учителем, основал первую в Узбекистане начальную школу, участвовал в организации первого узбекского педагогического техникума в Коканде (в 1920—1925 годах — его директор).
В 1929 году окончил физико-математический факультет Среднеазиатского государственного университета (Ташкент). Ещё во время учёбы начал преподавать в нём, с 1931 профессор, в 1931—1933 годах ректор университета.
В 1937—1940 годах председатель Комитета науки при СНК Узбекской ССР, одновременно с 1939 по 1943 заместитель председателя СНК Узбекской ССР по вопросам науки, культуры и искусства. В июне 1941 года руководил научной экспедицией по обследованию могилы эмира Тимура в Самарканде. C 1940 года возглавлял президиум Узбекского филиала АН СССР, а в 1943 — 1947 годах был первым президентом АН УзССР.
С 1948 профессор Ташкентского института инженеров и механизации сельского хозяйства, член Президиума АН УзССР.
Умер 17 марта 1970 года. Похоронен в Ташкенте на Чигатайском кладбище.

## Семья
- Жена — Айша-ханум, урождённая Уразаева (2 сентября 1897 — 31 января 1988), одна из первых народных учительниц Туркестана. Окончила Ферганскую женскую гимназию и преподавала русский язык в русско-туземной школе г. Намангана. После революции 1917 г. работала в Скобелевской советской школе. Сестра Абдурахмана Уразаева, помощника присяжного поверенного, члена Всероссийского учредительного собрания, заместителя министра внутренних дел Кокандской автономии.

## Труды
- Автор курсов по высшей математике на узбекском языке:
  - «Основной курс математического анализа» (1937)
  - «Основы аналитической геометрии» (1937)
- Труды по истории науки и культуры Узбекистана:
  - монография «Астрономическая школа Улугбека» (1950) на основе изучения трудов Улугбека и других ученых XV—XVII веков (Сталинская премия, 1952)
  - «Очерки истории культуры Советского Узбекистана» (1955)
- Мемуары «Размышления о пройденном пути» (1970).

## Заслуги
- Герой Социалистического Труда (01.09.1967)[1]
- три ордена Ленина (04.11.1944;[2] 01.03.1965;[3] 01.09.1967)[1]
- три ордена Трудового Красного Знамени (23.01.1946;[4] 16.01.1950;[5] 27.10.1953)
- орден «Буюк хизматлари учун» (23.08.2002, посмертно)[6]
- медали
- Сталинская премия третьей степени (1952) — за научный труд «Астрономическая школа Улугбека» (1950)[7]
- Государственная премия Узбекской ССР имени А. Бируни (1970)[8]
- депутат ВС СССР 1—2 созывов (1941—1950)
- член-корреспондент Международной академии исторических наук (1967)
- заслуженный деятель науки УзССР (1939)